# Bogya
Bogya (szlovákul Bodza) község Szlovákiában, a Nyitrai kerületben, a Komáromi járásban. Nemesbogya és Várbogya egyesítésével jött létre.

## Fekvése
Bogya az Alsó-Csallóközben, Nagymegyertől 6 km-re délkeletre, Komáromtól 26 km-re északnyugatra fekszik, a történelmi Komárom vármegye területén, a Zsemlékesi-csatorna partján. Keresztülhalad rajta a Komáromot Pozsonnyal összekötő 63-as főút. Vasúti megállóhely a Komárom-Pozsony vonalon.
Bogya katasztere messze elnyúlik északkeleti irányban. Délről Gellér, északkeletről Zsemlékes, keletről Nemesócsa, északról Bogyarét, északnyugatról és nyugatról Lakszakállas községek határolják.
Közigazgatási területe 6,32 km².

## Története
A régészeti leletek alapján területén már a római korban barbár település állt. A honfoglalást megelőző időből avar-szláv temetőt tártak itt fel a régészek.
Várbogyát 1268-ban említik először, ekkor a komáromi várhoz tartozott, a 18. század végén egyesítették Nemesbogyával. Nemesbogyát 1387-ben "Villa nobilium de Bogya" alakban említi oklevél. A mai falu egykor két település volt. Az északabbra fekvő Nemesbogya köznemesi birtok volt, míg a délre fekvő Várbogya a komáromi váruradalomhoz tartozott. Neve személynévből ered magyar névadással, a személynév valószínűleg a bogyó szóból származik.
1652-ben Kócz János, 1654-ben Vásárhelyi Mihály és Halasy István, 1655-ben Szente Bálint, 1688-ban a Vass család birtokát említik a településen. A 18. században a Boross és Csepy családok a birtokosai.
A 19. században a köznemesi birtokok mellett gróf Zichy István volt birtokos a faluban. A faluban egykor hídvámot szedtek. Lakosai földműveléssel foglalkoztak, néhány népi stílusú ház is fennmaradt.
Vályi András szerint "Nemes Bogya. Magyar falu Komárom Vármegyében, birtokosai külömbféle Urak, lakosai reformátusok, fekszik Megyertöl fél mértföldnyire. Határja jó termékenységű."
"Vár Bogya. Magyar falu Komárom Vármegyében, földes Urai külömbféle Urak, lakosai katolikusok, többen reformátusok, fekszik Eketsnek szomszédságában, mellynek filiája. Határja kövér, réttyei jók, legelője alkalmatos, eladásra jó módgya, de az áradások néha ártalmára vagynak, mindazáltal első Osztálybéli."
Fényes Elek szerint "Bogya, magyar falu, Komárom vgyében, Alsó-Lakkal határos, s elosztatik Nemes-Bogyára és Vár-Bogyára, a pozsonyi országut által választatván el egymástól, olly formán, hogy északra Nemes-Bogya, délre pedig Vár-Bogya fekszik, Komáromtól 3 mfdnyi távolságra. Kiterjedése 2823 5/8 hold, mellyből 12 2/8 h. belsőtelek, 390 1/8 h. szántóföld, 1060 3/8 h. kaszálló, 1342 4/8 h. legelő, nádas és mocsáros helyek 77 4/8 h. A jobbágyság 2 4/8 egész telek után bir ebből 72 4/8 h. szántóföldet és 253 6/8 h. kaszálót. Szántóföldei jó buzát teremnek, ezenkivül vettetik árpa, tengeri, burgonya, szinte kielégitő eredménynyel. Vizei a Lak és Bogya közt eső Zsemlék tó, s a falu melletti örvényes tavak, mellyeken a vármegye 2 hidat tart fen a pozsonyi országuton. Népessége 3611, kik közt ref. férfi 141, nő 123; r. kath. férfi 45, nő 35; zsidó férfi 9, nő 8; 53 nemes családfő, 2 takács, 1 bognár, 1 szabó, 1 csizmadia, 1 kovács. A lakosok a szarvasmarhatenyésztést sikerrel űzik, a falukon távol eső réteken épitett szállásokon. Temploma egyik vallásfelekezetnek sincs helyben, hanem a reformátusok a felső-gelléri, a katholikusok pedig az ekecsi anyaszentegyházhoz kapcsoltattak. Földesurai: gr. Zichy István 2 4/8 urbéri telkes jobbágyaival és 4 nemesudvar következő birtokosai: Kürthy, Antal, Csepy, Pázmány, Király, Csóka, Császár, Füsy, Szűcs, Bereczk. Van itt egy jó karban tartott vendégfogadója is. – Várbogya hajdan a komáromi vár uradalmához tartozott."
1895-ben egy tűzvészben majdnem az egész falu leégett. A trianoni békeszerződésig Komárom vármegye Csallóközi járásához tartozott, ezután az új csehszlovák állam része lett. 1938 és 1945 között újra Magyarországhoz tartozott. A második világháború után több magyar családot kitelepítettek. 1948-ban szlovákosítással a korábbi Boďa helyett a Bodza nevet állapították meg.
1965-ben a dunai árvíz súlyos károkat okozott, a helyreállításban Vyškov és Ždár nad Sázavou csehországi városok segítettek. 1990-ig Bogyarét, 1994-ig Gellér is hozzá tartozott.

## Népessége
| Év:            | 1994. | 2004.   | 2014.   | 2024. |
| -------------- | ----- | ------- | ------- | ----- |
| Emberek száma: | 341   | 355     | 372     | 372   |
| Eltérés:       |       | +4,10 % | +4,78 % | +0 %  |

| Év:            | 2023. | 2024. |
| -------------- | ----- | ----- |
| Emberek száma: | 372   | 372   |
| Eltérés:       |       | +0 %  |

1880-ban 478 lakosából 457 magyar és 3 szlovák anyanyelvű volt.
1890-ben 552 lakosából 544 magyar és 3 szlovák anyanyelvű volt.
1900-ban 654 lakosából 652 magyar és 2 szlovák anyanyelvű volt.
1910-ben 767 lakosa mind magyar anyanyelvű volt.
1921-ben 839 lakosa mind magyar volt. Ebből 446 római katolikus, 386 református, 4 izraelita és 3 evangélikus vallású volt.
1930-ban 866 lakosából 856 magyar, 7 csehszlovák és 3 zsidó volt. Ebből 454 római katolikus, 403 református, 3 izraelita, 2 evangélikus és 4 egyéb vallású volt.
1941-ben 770 lakosa mind magyar volt.
1970-ben 775 lakosából 761 magyar és 12 szlovák volt. 1971-1994 között Gellér is hozzátartozott.
1980-ban 1353 lakosából 1291 magyar és 59 szlovák volt. Bogyarét 1990-ben elszakadt Bogyától.
1991-ben 804 lakosából 778 magyar és 20 szlovák volt.
2001-ben 364 lakosából 338 magyar és 26 szlovák volt.
2011-ben 372 lakosából 327 magyar, 41 szlovák, 2 cigány, 1 ukrán és 1 ismeretlen nemzetiségű volt.
2021-ben 381 lakosából 305 magyar (+5), 55 szlovák (+8), 1 cigány és 20 ismeretlen nemzetiségű volt.

## Nevezetességek

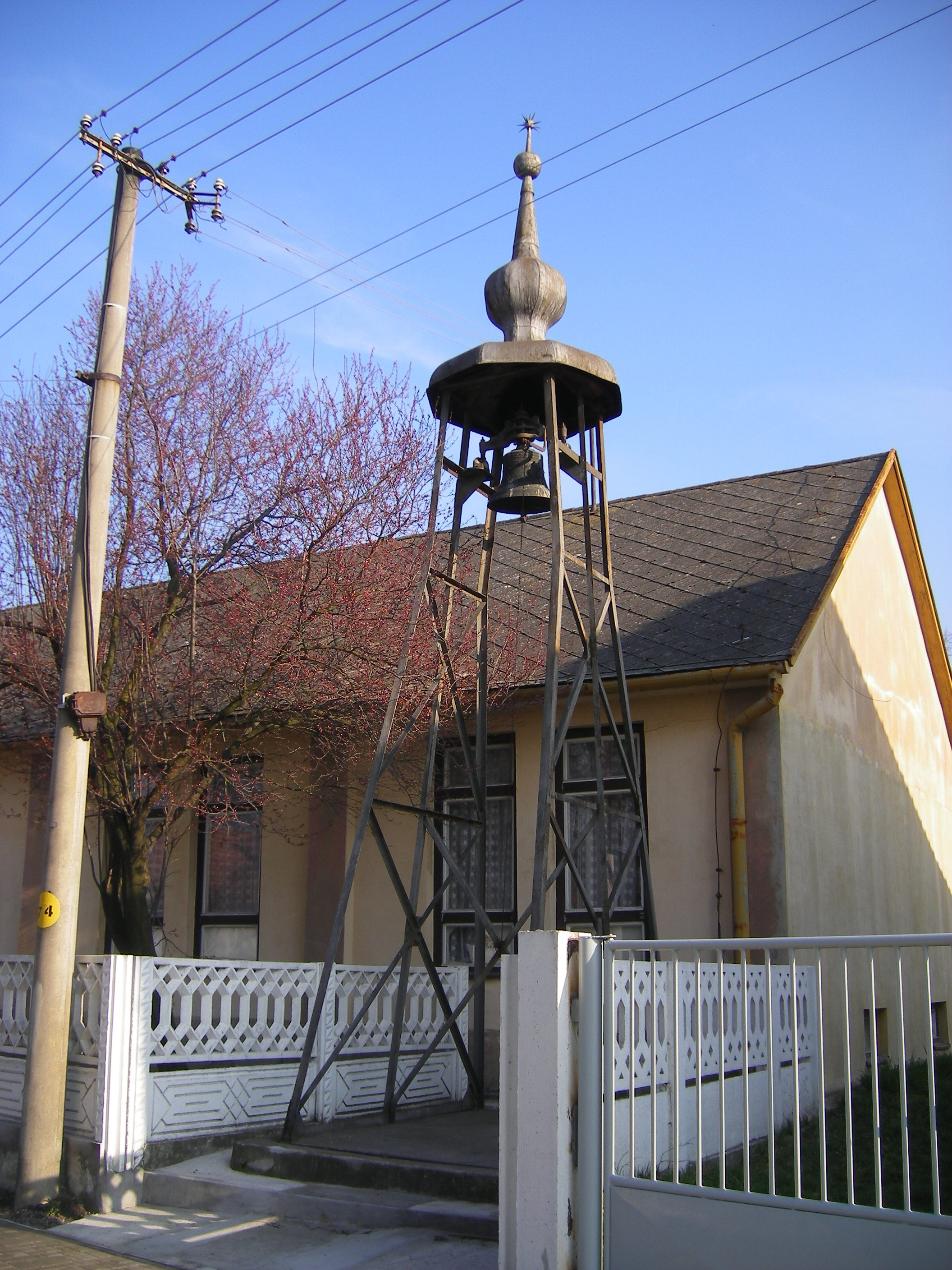
A református harangláb

- A községháza épülete 1913-ban épült.
- A Kálnoki-kúria mellett álló jellegzetes régi zsellérházban a tervek szerint falumúzeumot alakítanak majd ki.
- A falunak temploma nincs, csak haranglábai állnak a református és katolikus felekezeteknek.
- A két világháború áldozatainak kopjafáját 2006-ban avatták fel.

## Testvértelepülések
Bakonysárkány, Magyarország

## Képtár

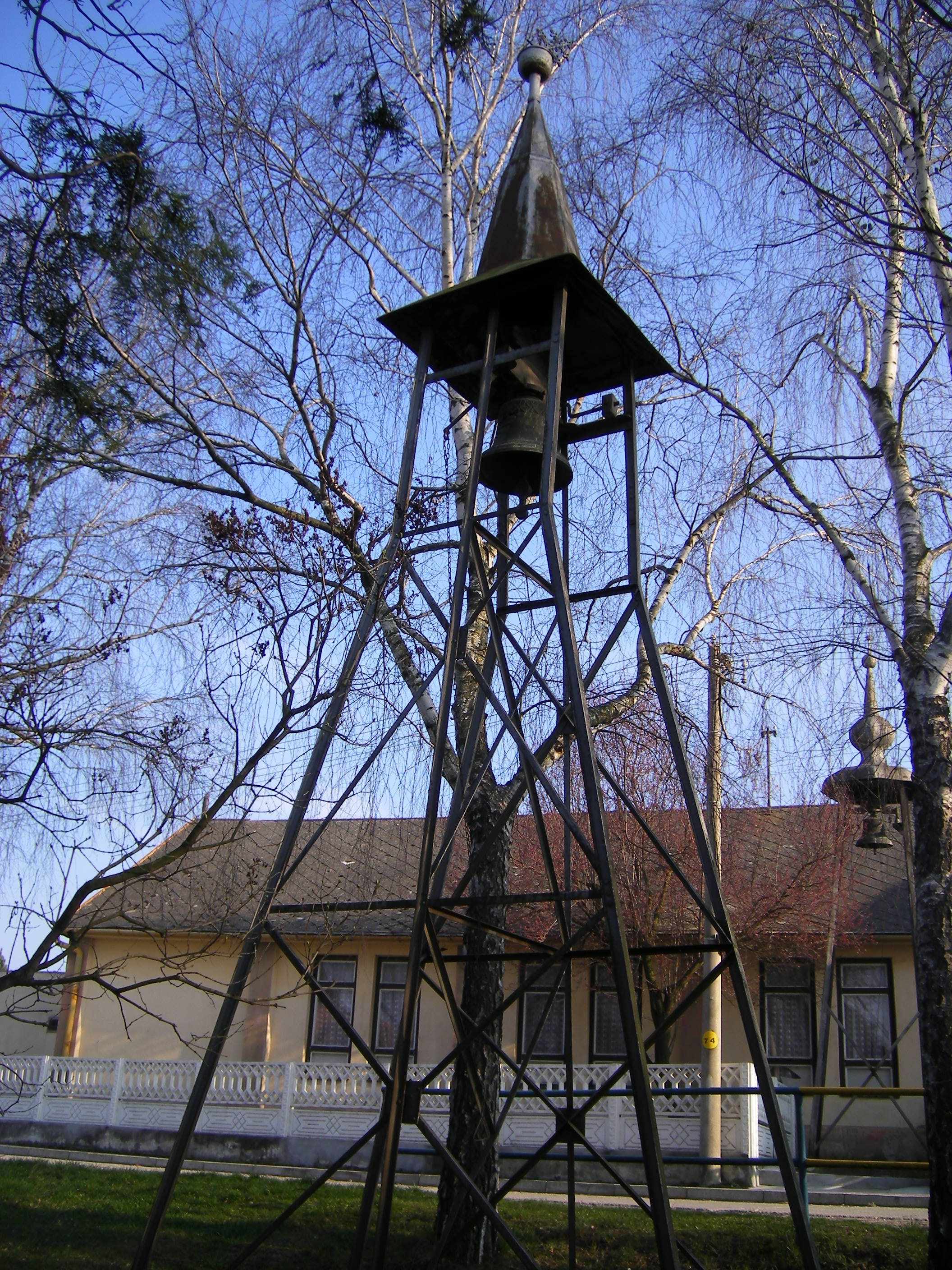
A katolikus harangláb
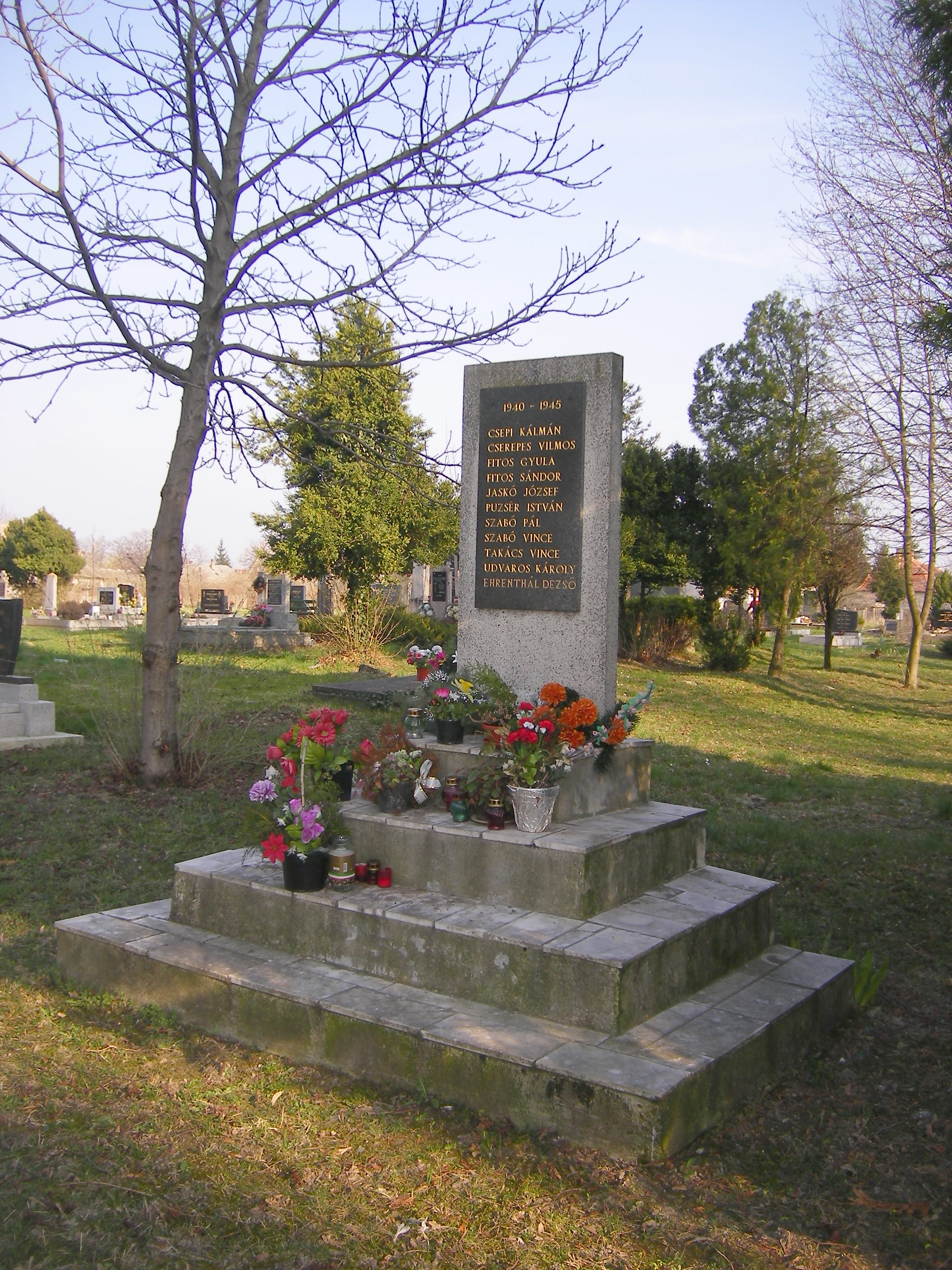
A második világháború áldozatainak emlékműve a temetőben
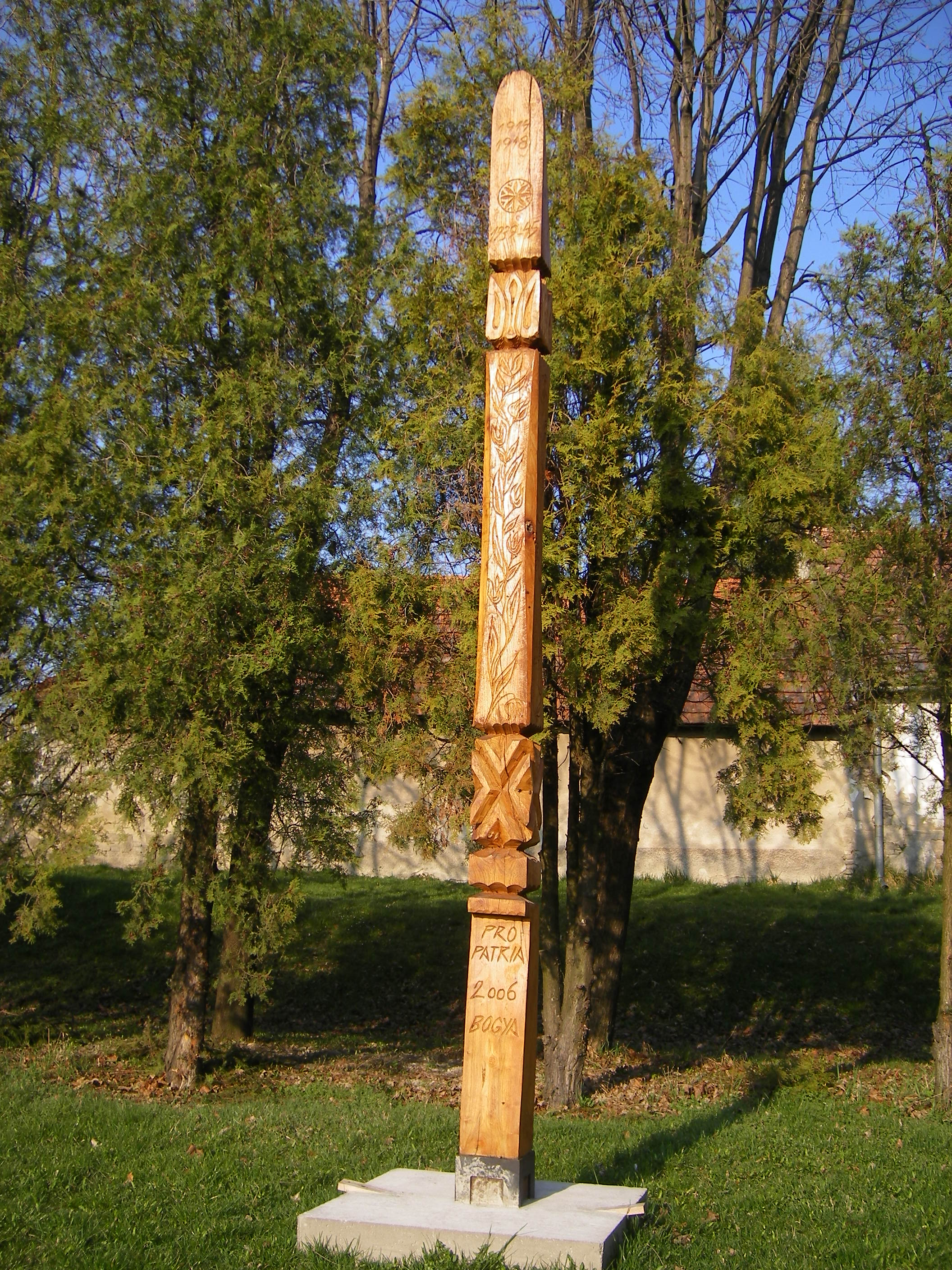
Kopjafa Bogyán
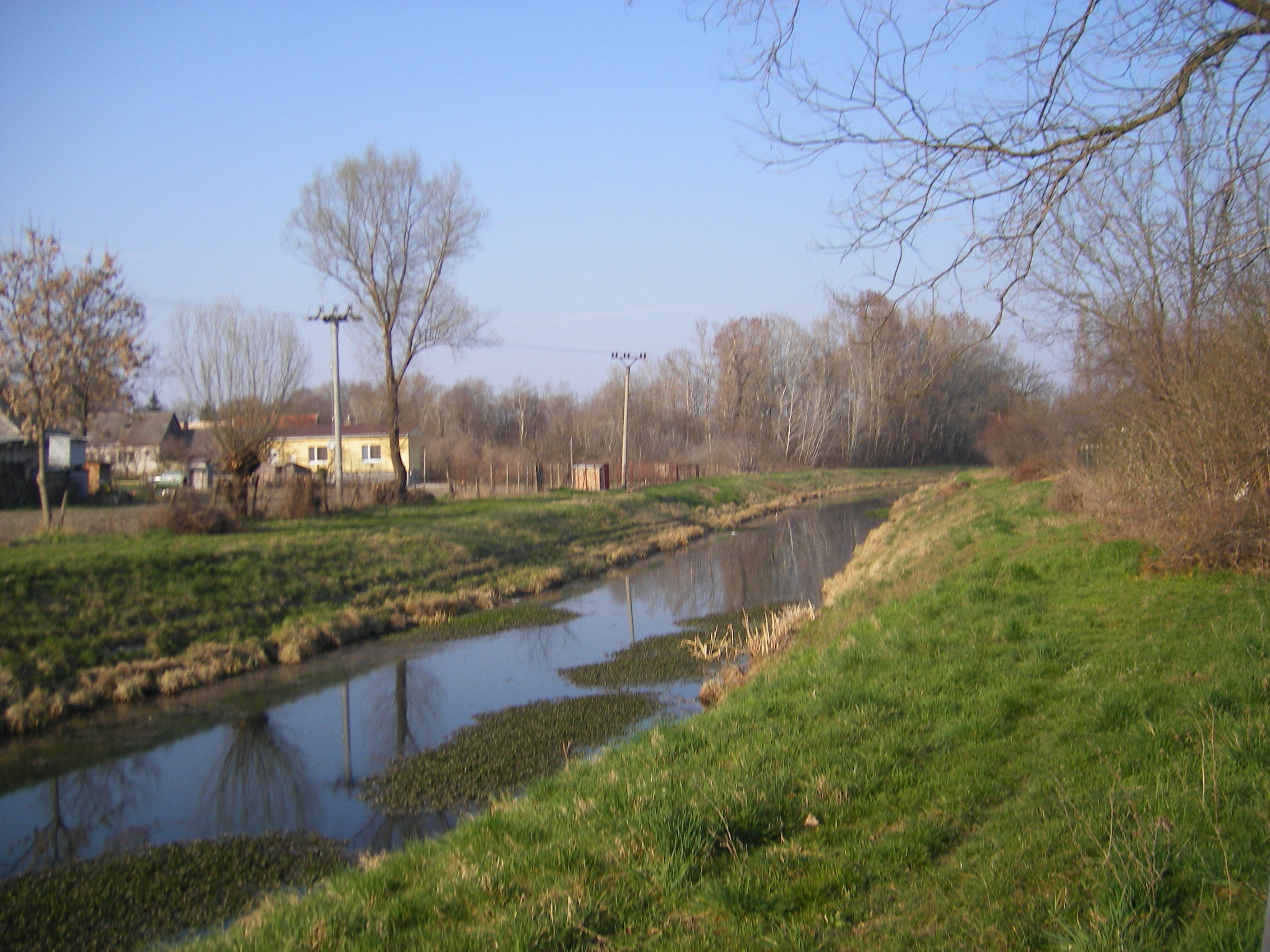
A Zsemlékesi-csatorna
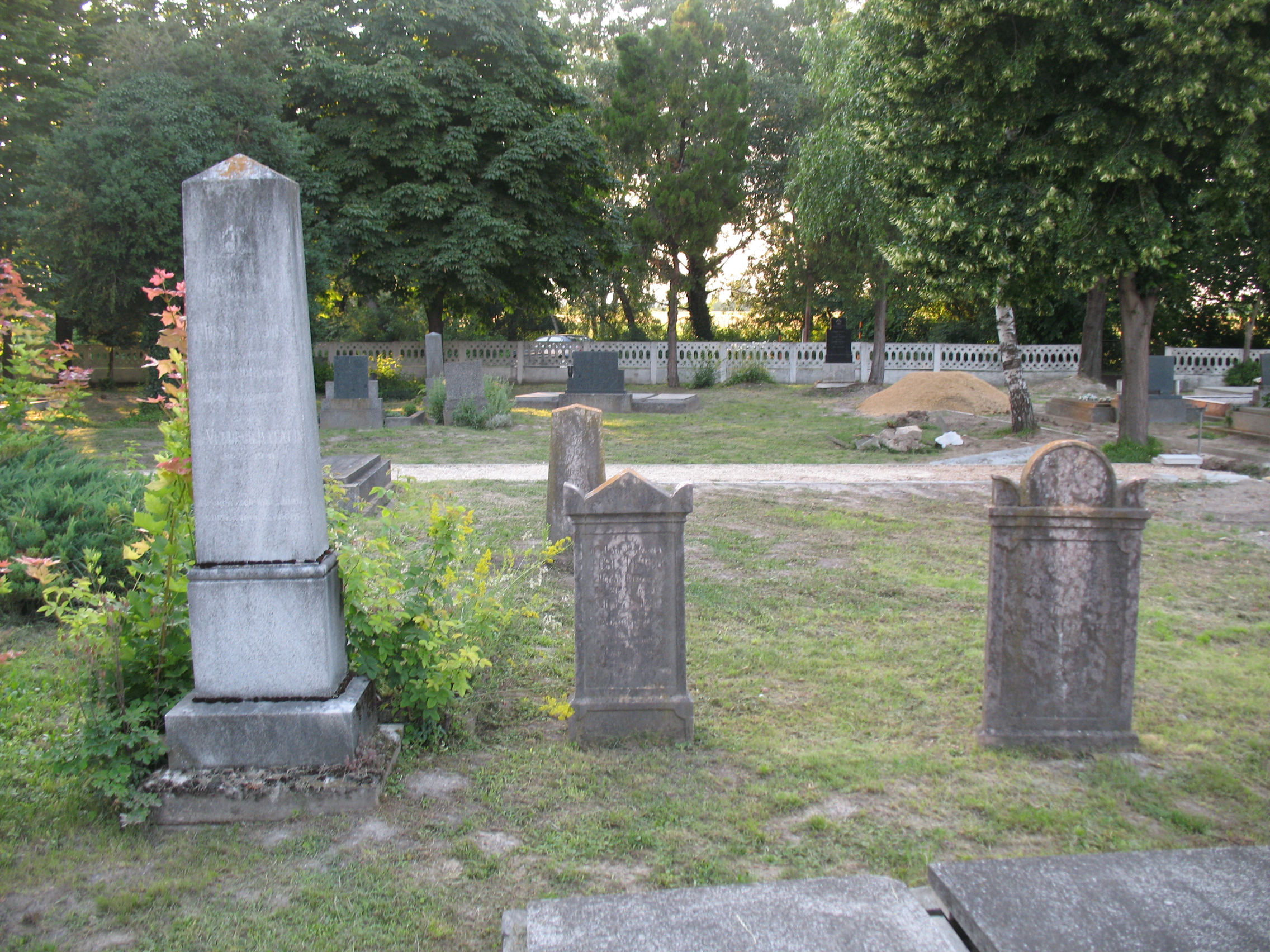
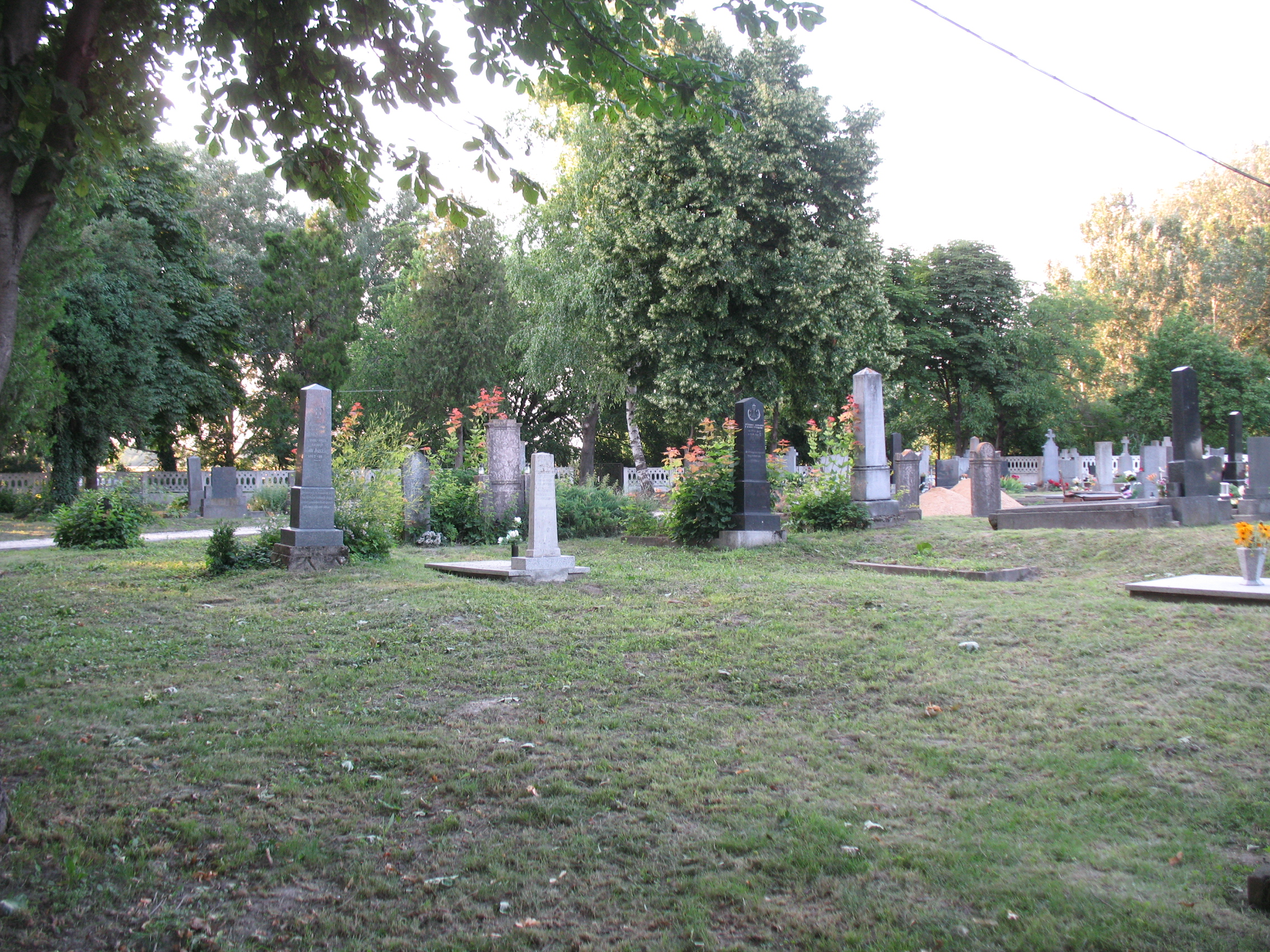